# Liste der Districts in England

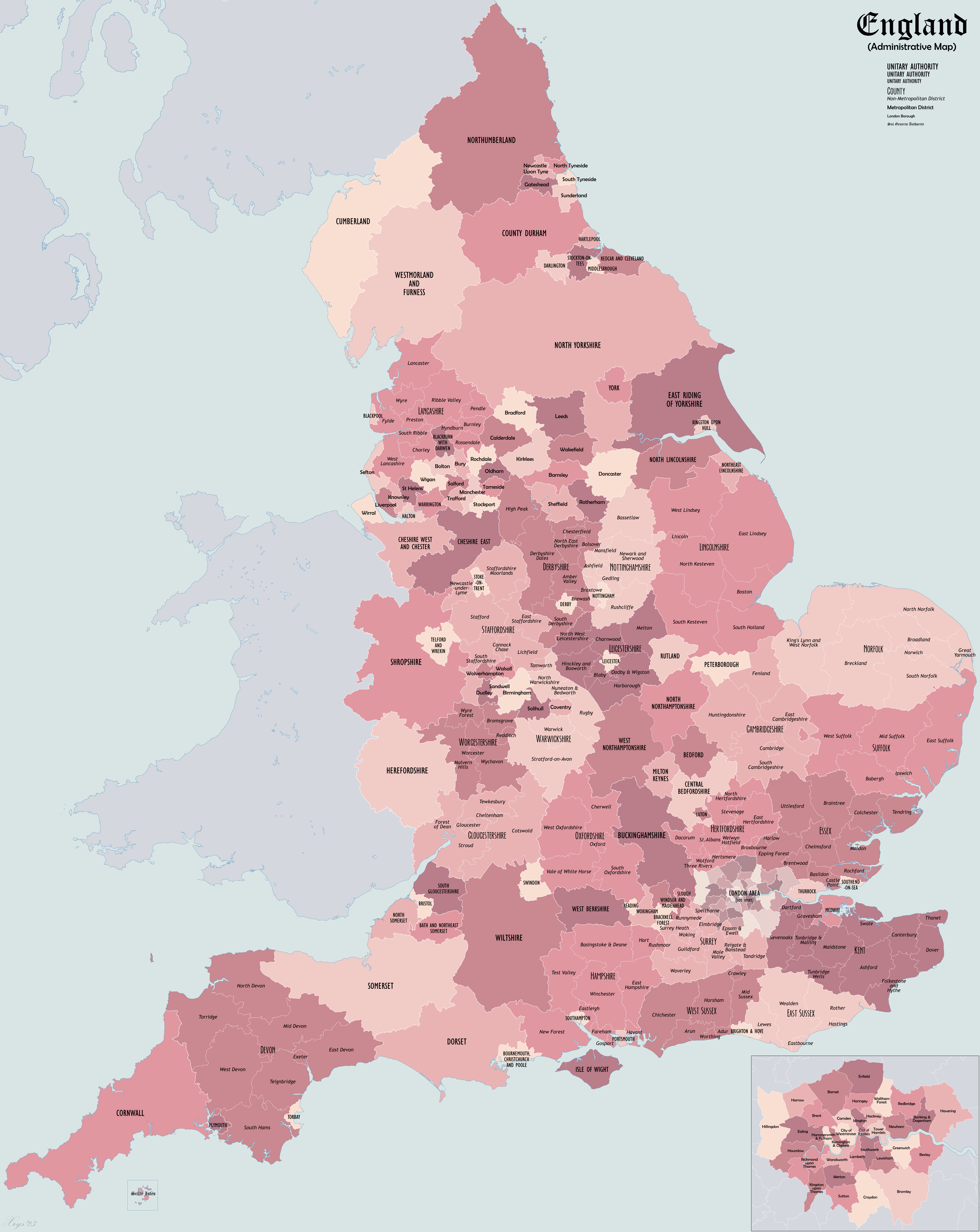
Die Verwaltungsbezirke Englands seit 2023

Die Liste der Districts in England führt die 36 Metropolitan Boroughs, die 32 London Boroughs, die 164 Non-Metropolitan Districts, die 63 Unitary Authorithies sowie die City of London in alphabetischer Reihenfolge auf. Zu jedem der insgesamt 296 Verwaltungsbezirke Englands werden die Einwohnerzahl, der Status bzw. die Bezeichnung und die Zeremonielle Grafschaft genannt, zu der das Gebiet gehört. Die Unitary Authorities, die man mit kreisfreien Städten in Deutschland vergleichen kann, gehören diesen Grafschaften nur noch für zeremonielle Zwecke an; das heißt die Königin wird in diesem Gebiet vom selben Lord Lieutenant vertreten.

## Aktuelle Verwaltungsgliederung
- 36 metropolitan districts (Metropolitan boroughs), davon

- 12 mit der Kennzeichnung city;

- 164 non-metropolitan districts, davon:

- 71 mit der Kennzeichnung borough;
- 15 mit der Kennzeichnung city;

- 62 unitary authorities, davon:

- 24 mit der Kennzeichnung borough;
- 13 mit der Kennzeichnung city;
- 1 mit der Kennzeichnung royal borough (Windsor and Maidenhead);

- 32 London boroughs, davon:

- 1 mit der Kennzeichnung city (City of Westminster);
- 3 mit der Kennzeichnung royal borough (Greenwich, Kensington and Chelsea und Kingston upon Thames);

- City of London und Isles of Scilly (sui generis).

| Name                                     | Bevölkerung (2021) | Fläche in km² | Typ                       | Kennzeichnung (Status) | Zeremonielle Grafschaft    |
| ---------------------------------------- | ------------------ | ------------- | ------------------------- | ---------------------- | -------------------------- |
| Adur District                            | 64.626             | 41,8          | Non-metropolitan district | –                      | West Sussex                |
| Amber Valley                             | 126.489            | 265,39        | Non-metropolitan district | Borough                | Derbyshire                 |
| Arun District                            | 165.225            | 221,01        | Non-metropolitan district | –                      | West Sussex                |
| Ashfield District                        | 126.372            | 109,56        | Non-metropolitan district | –                      | Nottinghamshire            |
| Borough of Ashford                       | 133.178            | 580,62        | Non-metropolitan district | Borough                | Kent                       |
| Babergh                                  | 92.723             | 595,21        | Non-metropolitan district | –                      | Suffolk                    |
| London Borough of Barking and Dagenham   | 218.534            | 36,09         | London borough            | –                      | Greater London             |
| London Borough of Barnet                 | 388.639            | 86,74         | London borough            | –                      | Greater London             |
| Metropolitan Borough of Barnsley         | 244.893            | 329,05        | Metropolitan borough      | –                      | South Yorkshire            |
| Borough of Basildon                      | 187.659            | 110,02        | Non-metropolitan district | Borough                | Essex                      |
| Basingstoke and Deane                    | 185.656            | 633,81        | Non-metropolitan district | Borough                | Hampshire                  |
| Bassetlaw                                | 118.351            | 637,86        | Non-metropolitan district | –                      | Nottinghamshire            |
| Bath and North East Somerset             | 192.423            | 351,12        | Unitary Authority         | –                      | Somerset                   |
| Borough of Bedford                       | 185.761            | 476,41        | Unitary Authority         | Borough                | Bedfordshire               |
| London Borough of Bexley                 | 246.543            | 60,56         | London borough            | –                      | Greater London             |
| Birmingham                               | 1.142.494          | 267,77        | Metropolitan borough      | City                   | West Midlands              |
| Blaby District                           | 103.271            | 130,47        | Non-metropolitan district | –                      | Leicestershire             |
| Blackburn with Darwen                    | 154.922            | 137,01        | Unitary Authority         | Borough                | Lancashire                 |
| Blackpool                                | 140.954            | 34,92         | Unitary Authority         | Borough                | Lancashire                 |
| Bolsover District                        | 80.476             | 160,33        | Non-metropolitan district | –                      | Derbyshire                 |
| Metropolitan Borough of Bolton           | 296.041            | 139,8         | Metropolitan borough      | –                      | Greater Manchester         |
| Borough of Boston                        | 70.798             | 361,54        | Non-metropolitan district | Borough                | Lincolnshire               |
| Bournemouth, Christchurch and Poole      | 400.109            | 161,44        | Unitary Authority         | Borough                | Dorset                     |
| Bracknell Forest                         | 125.174            | 109,38        | Unitary Authority         | Borough                | Berkshire                  |
| City of Bradford                         | 546.976            | 366,42        | Metropolitan borough      | City                   | West Yorkshire             |
| Braintree District                       | 155.710            | 611,71        | Non-metropolitan district | –                      | Essex                      |
| Breckland                                | 142.164            | 1305,12       | Non-metropolitan district | –                      | Norfolk                    |
| London Borough of Brent                  | 338.918            | 43,24         | London borough            | –                      | Greater London             |
| Borough of Brentwood                     | 77.103             | 153,12        | Non-metropolitan district | Borough                | Essex                      |
| Brighton and Hove                        | 276.334            | 87,54         | Unitary Authority         | City                   | East Sussex                |
| Bristol                                  | 471.117            | 110           | Unitary Authority         | City                   | Bristol                    |
| Broadland                                | 132.247            | 552,4         | Non-metropolitan district | –                      | Norfolk                    |
| London Borough of Bromley                | 329.830            | 150,15        | London borough            | –                      | Greater London             |
| Bromsgrove District                      | 99.475             | 216,97        | Non-metropolitan district | –                      | Worcestershire             |
| Borough of Broxbourne                    | 99.138             | 51,43         | Non-metropolitan district | Borough                | Hertfordshire              |
| Broxtowe                                 | 110.813            | 80,1          | Non-metropolitan district | –                      | Nottinghamshire            |
| Buckinghamshire                          | 555.257            | 1564,95       | Unitary Authority         | –                      | Buckinghamshire            |
| Borough of Burnley                       | 94.721             | 110,7         | Non-metropolitan district | Borough                | Lancashire                 |
| Metropolitan Borough of Bury             | 193.823            | 99,48         | Metropolitan borough      | –                      | Greater Manchester         |
| Calderdale                               | 206.818            | 363,92        | Metropolitan borough      | –                      | West Yorkshire             |
| Cambridge                                | 144.714            | 40,7          | Non-metropolitan district | City                   | Cambridgeshire             |
| London Borough of Camden                 | 210.390            | 21,8          | London borough            | –                      | Greater London             |
| Cannock Chase District                   | 100.590            | 78,88         | Non-metropolitan district | –                      | Staffordshire              |
| City of Canterbury                       | 156.554            | 308,84        | Non-metropolitan district | City                   | Kent                       |
| Castle Point                             | 89.708             | 45,08         | Non-metropolitan district | Borough                | Essex                      |
| Central Bedfordshire                     | 295.541            | 715,67        | Unitary Authority         | –                      | Bedfordshire               |
| Borough of Charnwood                     | 182.817            | 279,06        | Non-metropolitan district | Borough                | Leicestershire             |
| City of Chelmsford                       | 181.763            | 342,24        | Non-metropolitan district | City                   | Essex                      |
| Cheltenham                               | 118.866            | 46,61         | Non-metropolitan district | Borough                | Gloucestershire            |
| Cherwell District                        | 161.837            | 588,77        | Non-metropolitan district | –                      | Oxfordshire                |
| Cheshire East                            | 400.528            | 1166,37       | Unitary Authority         | –                      | Cheshire                   |
| Cheshire West and Chester                | 357.699            | 916,64        | Unitary Authority         | –                      | Cheshire                   |
| Borough of Chesterfield                  | 103.672            | 66,04         | Non-metropolitan district | Borough                | Derbyshire                 |
| Chichester District                      | 124.531            | 786,32        | Non-metropolitan district | –                      | West Sussex                |
| Borough of Chorley                       | 117.937            | 202,8         | Non-metropolitan district | Borough                | Lancashire                 |
| City of Colchester                       | 192.424            | 3549,47       | Non-metropolitan district | City                   | Essex                      |
| Cornwall                                 | 572.010            | 1164,52       | Unitary Authority         | –                      | Cornwall                   |
| Cotswold District                        | 91.125             | 2231,59       | Non-metropolitan district | –                      | Gloucestershire            |
| County Durham                            | 521.346            | 98,64         | Unitary Authority         | –                      | Durham                     |
| Coventry                                 | 343.320            | 44,97         | Metropolitan borough      | City                   | West Midlands              |
| Crawley                                  | 118.580            | 86,52         | Non-metropolitan district | Borough                | West Sussex                |
| London Borough of Croydon                | 390.506            | 3035,35       | London borough            | –                      | Greater London             |
| Cumberland                               | 273.815            | 212,48        | Unitary Authority         | –                      | Cumbria                    |
| Dacorum                                  | 155.217            | 197,47        | Non-metropolitan district | Borough                | Hertfordshire              |
| Borough of Darlington                    | 108.222            | 72,77         | Unitary Authority         | Borough                | Durham                     |
| Borough of Dartford                      | 116.777            | 78,03         | Non-metropolitan district | Borough                | Kent                       |
| Derby                                    | 261.136            | 795,36        | Unitary Authority         | City                   | Derbyshire                 |
| Derbyshire Dales                         | 71.681             | 567,98        | Non-metropolitan district | –                      | Derbyshire                 |
| Metropolitan Borough of Doncaster        | 308.705            | 2491,22       | Metropolitan borough      | –                      | South Yorkshire            |
| Dorset                                   | 381.292            | 314,84        | Unitary Authority         | –                      | Dorset                     |
| Dover District                           | 116.595            | 97,96         | Non-metropolitan district | –                      | Kent                       |
| Metropolitan Borough of Dudley           | 323.581            | 55,53         | Metropolitan borough      | –                      | West Midlands              |
| London Borough of Ealing                 | 366.127            | 651,28        | London borough            | –                      | Greater London             |
| East Cambridgeshire                      | 88.145             | 814,4         | Non-metropolitan district | –                      | Cambridgeshire             |
| East Devon                               | 152.120            | 514,44        | Non-metropolitan district | –                      | Devon                      |
| East Hampshire                           | 126.199            | 475,69        | Non-metropolitan district | –                      | Hampshire                  |
| East Hertfordshire                       | 150.687            | 1760,24       | Non-metropolitan district | –                      | Hertfordshire              |
| East Lindsey                             | 142.951            | 2409          | Non-metropolitan district | –                      | Lincolnshire               |
| East Riding of Yorkshire                 | 343.143            | 390           | Unitary Authority         | –                      | East Riding of Yorkshire   |
| East Staffordshire                       | 124.477            | 1261,92       | Non-metropolitan district | Borough                | Staffordshire              |
| East Suffolk District                    | 246.801            | 44,16         | Non-metropolitan district | –                      | Suffolk                    |
| Eastbourne                               | 101.593            | 79,78         | Non-metropolitan district | Borough                | East Sussex                |
| Borough of Eastleigh                     | 136.974            | 96,34         | Non-metropolitan district | Borough                | Hampshire                  |
| Elmbridge                                | 139.369            | 82,2          | Non-metropolitan district | Borough                | Surrey                     |
| London Borough of Enfield                | 329.601            | 338,99        | London borough            | –                      | Greater London             |
| Epping Forest District                   | 134.909            | 34,07         | Non-metropolitan district | –                      | Essex                      |
| Epsom and Ewell                          | 80.998             | 109,63        | Non-metropolitan district | Borough                | Surrey                     |
| Erewash                                  | 113.047            | 47,03         | Non-metropolitan district | Borough                | Derbyshire                 |
| Exeter                                   | 129.307            | 74,24         | Non-metropolitan district | City                   | Devon                      |
| Borough of Fareham                       | 114.993            | 546,45        | Non-metropolitan district | Borough                | Hampshire                  |
| Fenland                                  | 102.742            | 356,7         | Non-metropolitan district | –                      | Cambridgeshire             |
| Folkestone and Hythe                     | 106.838            | 526,43        | Non-metropolitan district | –                      | Kent                       |
| Forest of Dean District                  | 87.140             | 165,53        | Non-metropolitan district | –                      | Gloucestershire            |
| Borough of Fylde                         | 81.845             | 142,35        | Non-metropolitan district | Borough                | Lancashire                 |
| Metropolitan Borough of Gateshead        | 196.154            | 119,98        | Metropolitan borough      | –                      | Tyne and Wear              |
| Borough of Gedling                       | 117.298            | 40,54         | Non-metropolitan district | Borough                | Nottinghamshire            |
| Gloucester                               | 132.538            | 25,29         | Non-metropolitan district | City                   | Gloucestershire            |
| Gosport                                  | 82.178             | 99,02         | Non-metropolitan district | Borough                | Hampshire                  |
| Gravesham                                | 110.056            | 173,98        | Non-metropolitan district | Borough                | Kent                       |
| Borough of Great Yarmouth                | 100.146            | 47,35         | Non-metropolitan district | Borough                | Norfolk                    |
| Royal Borough of Greenwich               | 289.254            | 270,93        | London borough            | Royal borough          | Greater London             |
| Borough of Guildford                     | 143.929            | 19,06         | Non-metropolitan district | Borough                | Surrey                     |
| London Borough of Hackney                | 259.956            | 79,09         | London borough            | –                      | Greater London             |
| Borough of Halton                        | 128.577            | 16,4          | Unitary Authority         | Borough                | Cheshire                   |
| London Borough of Hammersmith and Fulham | 183.295            | 592,7         | London borough            | –                      | Greater London             |
| Harborough District                      | 98.287             | 29,59         | Non-metropolitan district | –                      | Leicestershire             |
| London Borough of Haringey               | 264.130            | 30,54         | London borough            | –                      | Greater London             |
| Harlow                                   | 93.374             | 50,47         | Non-metropolitan district | –                      | Essex                      |
| London Borough of Harrow                 | 260.987            | 215,27        | London borough            | –                      | Greater London             |
| Hart District                            | 100.293            | 93,86         | Non-metropolitan district | –                      | Hampshire                  |
| Borough of Hartlepool                    | 92.571             | 29,72         | Unitary Authority         | Borough                | Durham                     |
| Hastings                                 | 90.959             | 55,33         | Non-metropolitan district | Borough                | East Sussex                |
| Borough of Havant                        | 124.470            | 112,27        | Non-metropolitan district | Borough                | Hampshire                  |
| London Borough of Havering               | 262.022            | 2180          | London borough            | –                      | Greater London             |
| Herefordshire                            | 187.557            | 101,16        | Unitary Authority         | –                      | Herefordshire              |
| Hertsmere                                | 108.105            | 540,25        | Non-metropolitan district | Borough                | Hertfordshire              |
| High Peak                                | 91.104             | 115,7         | Non-metropolitan district | Borough                | Derbyshire                 |
| London Borough of Hillingdon             | 304.792            | 297,35        | London borough            | –                      | Greater London             |
| Hinckley and Bosworth                    | 113.660            | 530,26        | Non-metropolitan district | Borough                | Leicestershire             |
| Horsham District                         | 147.487            | 55,98         | Non-metropolitan district | –                      | West Sussex                |
| London Borough of Hounslow               | 287.940            | 912,47        | London borough            | –                      | Greater London             |
| Huntingdonshire                          | 181.804            | 72,99         | Non-metropolitan district | –                      | Cambridgeshire             |
| Hyndburn                                 | 82.261             | 39,42         | Non-metropolitan district | Borough                | Lancashire                 |
| Ipswich                                  | 139.614            | 380           | Non-metropolitan district | Borough                | Suffolk                    |
| Isle of Wight                            | 140.889            | 16,33         | Unitary Authority         | –                      | Isle of Wight              |
| Isles of Scilly                          | 2.271              | 14,86         | –                         | –                      | Cornwall                   |
| London Borough of Islington              | 216.767            | 12,13         | London borough            | –                      | Greater London             |
| Royal Borough of Kensington and Chelsea  | 143.940            | 1428,76       | London borough            | Royal borough          | Greater London             |
| King’s Lynn and West Norfolk             | 154.910            | 71,45         | Non-metropolitan district | Borough                | Norfolk                    |
| Kingston upon Hull                       | 266.463            | 37,25         | Unitary Authority         | City                   | East Riding of Yorkshire   |
| Royal Borough of Kingston upon Thames    | 167.845            | 408,6         | London borough            | Royal borough          | Greater London             |
| Kirklees                                 | 433.355            | 86,47         | Metropolitan borough      | –                      | West Yorkshire             |
| Metropolitan Borough of Knowsley         | 154.974            | 26,82         | Metropolitan borough      | –                      | Merseyside                 |
| London Borough of Lambeth                | 317.498            | 575,86        | London borough            | –                      | Greater London             |
| City of Lancaster                        | 142.162            | 551,72        | Non-metropolitan district | City                   | Lancashire                 |
| City of Leeds                            | 809.036            | 73,32         | Metropolitan borough      | City                   | West Yorkshire             |
| Leicester                                | 366.018            | 292           | Unitary Authority         | City                   | Leicestershire             |
| Lewes District                           | 100.194            | 35,15         | Non-metropolitan district | –                      | East Sussex                |
| London Borough of Lewisham               | 299.810            | 331,3         | London borough            | –                      | Greater London             |
| Lichfield District                       | 106.909            | 35,69         | Non-metropolitan district | City                   | Staffordshire              |
| Lincoln                                  | 102.330            | 111,84        | Non-metropolitan district | City                   | Lincolnshire               |
| Liverpool                                | 484.488            | 2,6           | Metropolitan borough      | City                   | Merseyside                 |
| City of London                           | 8.618              | 333,18        | Sui generis               | –                      | City of London             |
| Luton                                    | 224.826            | 43,35         | Unitary Authority         | Borough                | Bedfordshire               |
| Borough of Maidstone                     | 176.712            | 393,33        | Non-metropolitan district | Borough                | Kent                       |
| Maldon District                          | 66.627             | 358,78        | Non-metropolitan district | –                      | Essex                      |
| Malvern Hills District                   | 79.973             | 577,07        | Non-metropolitan district | –                      | Worcestershire             |
| Manchester                               | 549.853            | 115,65        | Metropolitan borough      | City                   | Greater Manchester         |
| Mansfield District                       | 110.602            | 76,72         | Non-metropolitan district | –                      | Nottinghamshire            |
| Borough of Medway                        | 279.827            | 192,03        | Unitary Authority         | Borough                | Kent                       |
| Borough of Melton                        | 51.773             | 481,38        | Non-metropolitan district | Borough                | Leicestershire             |
| London Borough of Merton                 | 215.324            | 37,61         | London borough            | –                      | Greater London             |
| Mid Devon                                | 83.186             | 912,94        | Non-metropolitan district | –                      | Devon                      |
| Mid Suffolk                              | 103.417            | 871,07        | Non-metropolitan district | –                      | Suffolk                    |
| Mid Sussex                               | 152.949            | 334,02        | Non-metropolitan district | –                      | West Sussex                |
| Middlesbrough                            | 143.734            | 53,87         | Unitary Authority         | Borough                | North Yorkshire            |
| Borough of Milton Keynes                 | 288.201            | 308,63        | Unitary Authority         | City                   | Buckinghamshire            |
| Mole Valley                              | 87.608             | 258,32        | Non-metropolitan district | –                      | Surrey                     |
| New Forest District                      | 176.262            | 753,21        | Non-metropolitan district | –                      | Hampshire                  |
| Newark and Sherwood                      | 123.383            | 651,32        | Non-metropolitan district | –                      | Nottinghamshire            |
| Newcastle upon Tyne                      | 298.264            | 113,44        | Metropolitan borough      | City                   | Tyne and Wear              |
| Borough of Newcastle-under-Lyme          | 123.025            | 210,96        | Non-metropolitan district | Borough                | Staffordshire              |
| London Borough of Newham                 | 350.626            | 36,22         | London borough            | –                      | Greater London             |
| North Devon                              | 99.435             | 1085,9        | Non-metropolitan district | –                      | Devon                      |
| North East Derbyshire                    | 102.315            | 275,61        | Non-metropolitan district | –                      | Derbyshire                 |
| North East Lincolnshire                  | 157.197            | 191,85        | Unitary Authority         | Borough                | Lincolnshire               |
| North Hertfordshire                      | 133.571            | 375,37        | Non-metropolitan district | –                      | Hertfordshire              |
| North Kesteven                           | 118.553            | 922,44        | Non-metropolitan district | –                      | Lincolnshire               |
| North Lincolnshire                       | 169.940            | 846,31        | Unitary Authority         | Borough                | Lincolnshire               |
| North Norfolk                            | 103.257            | 965,46        | Non-metropolitan district | –                      | Norfolk                    |
| North Northamptonshire                   | 360.381            | 986,6         | Unitary Authority         | –                      | Northamptonshire           |
| North Somerset                           | 217.399            | 374,68        | Unitary Authority         | –                      | Somerset                   |
| North Tyneside                           | 209.151            | 82,39         | Metropolitan borough      | –                      | Tyne and Wear              |
| North Warwickshire                       | 65.340             | 284,27        | Non-metropolitan district | Borough                | Warwickshire               |
| North West Leicestershire                | 105.011            | 279,33        | Non-metropolitan district | –                      | Leicestershire             |
| North Yorkshire                          | 618.847            | 8038          | Unitary Authority         | –                      | North Yorkshire            |
| Northumberland                           | 321.558            | 5026,09       | Unitary Authority         | –                      | Northumberland             |
| Norwich                                  | 143.118            | 39,02         | Non-metropolitan district | City                   | Norfolk                    |
| Nottingham                               | 319.566            | 74,61         | Unitary Authority         | City                   | Nottinghamshire            |
| Nuneaton and Bedworth                    | 134.291            | 78,96         | Non-metropolitan district | Borough                | Warwickshire               |
| Oadby and Wigston                        | 57.753             | 23,52         | Non-metropolitan district | Borough                | Leicestershire             |
| Metropolitan Borough of Oldham           | 242.072            | 142,36        | Metropolitan borough      | –                      | Greater Manchester         |
| Oxford                                   | 160.021            | 45,59         | Non-metropolitan district | City                   | Oxfordshire                |
| Pendle                                   | 95.789             | 169,36        | Non-metropolitan district | Borough                | Lancashire                 |
| City of Peterborough                     | 216.349            | 343,38        | Unitary Authority         | City                   | Cambridgeshire             |
| Plymouth                                 | 264.727            | 79,78         | Unitary Authority         | City                   | Devon                      |
| Portsmouth                               | 206.828            | 40,25         | Unitary Authority         | City                   | Hampshire                  |
| City of Preston                          | 147.617            | 142,22        | Non-metropolitan district | City                   | Lancashire                 |
| Reading                                  | 173.170            | 40,4          | Unitary Authority         | Borough                | Berkshire                  |
| London Borough of Redbridge              | 309.836            | 56,41         | London borough            | –                      | Greater London             |
| Redcar and Cleveland                     | 136.616            | 244,88        | Unitary Authority         | Borough                | North Yorkshire            |
| Redditch                                 | 86.996             | 54,25         | Non-metropolitan district | Borough                | Worcestershire             |
| Reigate and Banstead                     | 151.423            | 129,13        | Non-metropolitan district | Borough                | Surrey                     |
| Ribble Valley                            | 61.907             | 584,47        | Non-metropolitan district | Borough                | Lancashire                 |
| London Borough of Richmond upon Thames   | 195.232            | 57,41         | London borough            | –                      | Greater London             |
| Metropolitan Borough of Rochdale         | 224.087            | 158,08        | Metropolitan borough      | –                      | Greater Manchester         |
| Rochford District                        | 86.186             | 169,49        | Non-metropolitan district | –                      | Essex                      |
| Rossendale                               | 71.010             | 138,05        | Non-metropolitan district | Borough                | Lancashire                 |
| Rother District                          | 93.429             | 511,75        | Non-metropolitan district | –                      | East Sussex                |
| Metropolitan Borough of Rotherham        | 266.183            | 286,54        | Metropolitan borough      | –                      | South Yorkshire            |
| Borough of Rugby                         | 114.829            | 353,56        | Non-metropolitan district | Borough                | Warwickshire               |
| Borough of Runnymede                     | 87.739             | 78,04         | Non-metropolitan district | Borough                | Surrey                     |
| Rushcliffe                               | 119.438            | 409,24        | Non-metropolitan district | Borough                | Nottinghamshire            |
| Rushmoor                                 | 100.068            | 39,04         | Non-metropolitan district | Borough                | Hampshire                  |
| Rutland                                  | 41.381             | 382           | Unitary Authority         | –                      | Rutland                    |
| City of Salford                          | 270.764            | 97,19         | Metropolitan borough      | City                   | Greater Manchester         |
| Sandwell                                 | 341.729            | 85,58         | Metropolitan borough      | –                      | West Midlands              |
| Metropolitan Borough of Sefton           | 279.692            | 153,14        | Metropolitan borough      | –                      | Merseyside                 |
| Sevenoaks District                       | 120.841            | 370,34        | Non-metropolitan district | –                      | Kent                       |
| Sheffield                                | 554.401            | 367,94        | Metropolitan borough      | City                   | South Yorkshire            |
| Shropshire                               | 324.716            | 3197,31       | Unitary Authority         | –                      | Shropshire                 |
| Slough                                   | 158.289            | 32,54         | Unitary Authority         | Borough                | Berkshire                  |
| Metropolitan Borough of Solihull         | 216.666            | 178,29        | Metropolitan borough      | –                      | West Midlands              |
| Somerset                                 | 573.119            | 3451          | Unitary Authority         | –                      | Somerset                   |
| South Cambridgeshire                     | 163.002            | 901,63        | Non-metropolitan district | –                      | Cambridgeshire             |
| South Derbyshire                         | 108.063            | 338,12        | Non-metropolitan district | –                      | Derbyshire                 |
| South Gloucestershire                    | 290.736            | 496,94        | Unitary Authority         | –                      | Gloucestershire            |
| South Hams                               | 89.213             | 886,51        | Non-metropolitan district | –                      | Devon                      |
| South Holland                            | 95.485             | 742,37        | Non-metropolitan district | –                      | Lincolnshire               |
| South Kesteven                           | 143.787            | 942,59        | Non-metropolitan district | –                      | Lincolnshire               |
| South Norfolk                            | 142.527            | 907,71        | Non-metropolitan district | –                      | Norfolk                    |
| South Oxfordshire                        | 150.024            | 678,53        | Non-metropolitan district | –                      | Oxfordshire                |
| South Ribble                             | 111.204            | 112,96        | Non-metropolitan district | Borough                | Lancashire                 |
| South Staffordshire                      | 110.793            | 407,32        | Non-metropolitan district | –                      | Staffordshire              |
| South Tyneside                           | 147.915            | 64,41         | Metropolitan borough      | –                      | Tyne and Wear              |
| Southampton                              | 247.256            | 51,47         | Unitary Authority         | City                   | Hampshire                  |
| Southend-on-Sea                          | 180.601            | 41,76         | Unitary Authority         | Borough                | Essex                      |
| London Borough of Southwark              | 306.374            | 28,85         | London borough            | –                      | Greater London             |
| Spelthorne                               | 102.995            | 51,16         | Non-metropolitan district | Borough                | Surrey                     |
| City and District of St Albans           | 148.641            | 161,18        | Non-metropolitan district | City                   | Hertfordshire              |
| Metropolitan Borough of St Helens        | 183.391            | 136,38        | Metropolitan borough      | –                      | Merseyside                 |
| Borough of Stafford                      | 137.231            | 598,17        | Non-metropolitan district | Borough                | Staffordshire              |
| Staffordshire Moorlands                  | 95.993             | 575,85        | Non-metropolitan district | –                      | Staffordshire              |
| Stevenage                                | 89.320             | 25,96         | Non-metropolitan district | Borough                | Hertfordshire              |
| Metropolitan Borough of Stockport        | 295.243            | 126,06        | Metropolitan borough      | –                      | Greater Manchester         |
| Borough of Stockton-on-Tees              | 197.030            | 203,89        | Unitary Authority         | Borough                | Durham und North Yorkshire |
| Stoke-on-Trent                           | 258.037            | 93,45         | Unitary Authority         | City                   | Staffordshire              |
| Stratford-on-Avon District               | 135.964            | 977,87        | Non-metropolitan district | –                      | Warwickshire               |
| Stroud District                          | 121.529            | 460,65        | Non-metropolitan district | –                      | Gloucestershire            |
| City of Sunderland                       | 274.211            | 137,46        | Metropolitan borough      | City                   | Tyne and Wear              |
| Surrey Heath                             | 90.645             | 95,09         | Non-metropolitan district | Borough                | Surrey                     |
| London Borough of Sutton                 | 209.517            | 43,85         | London borough            | –                      | Greater London             |
| Borough of Swale                         | 152.223            | 373,4         | Non-metropolitan district | Borough                | Kent                       |
| Borough of Swindon                       | 233.713            | 230,1         | Unitary Authority         | Borough                | Wiltshire                  |
| Tameside                                 | 231.199            | 103,17        | Metropolitan borough      | –                      | Greater Manchester         |
| Tamworth                                 | 78.838             | 30,85         | Non-metropolitan district | Borough                | Staffordshire              |
| Tandridge District                       | 88.143             | 248,19        | Non-metropolitan district | –                      | Surrey                     |
| Teignbridge                              | 135.216            | 673,87        | Non-metropolitan district | –                      | Devon                      |
| Telford and Wrekin                       | 185.842            | 290,31        | Unitary Authority         | Borough                | Shropshire                 |
| Tendring District                        | 148.934            | 337,58        | Non-metropolitan district | –                      | Essex                      |
| Test Valley                              | 131.190            | 627,58        | Non-metropolitan district | Borough                | Hampshire                  |
| Borough of Tewkesbury                    | 95.429             | 414,42        | Non-metropolitan district | Borough                | Gloucestershire            |
| Thanet District                          | 140.678            | 103,3         | Non-metropolitan district | –                      | Kent                       |
| Three Rivers District                    | 93.952             | 88,81         | Non-metropolitan district | –                      | Hertfordshire              |
| Thurrock                                 | 175.902            | 163,38        | Unitary Authority         | Borough                | Essex                      |
| Tonbridge and Malling                    | 132.386            | 240,13        | Non-metropolitan district | Borough                | Kent                       |
| Torbay                                   | 139.446            | 62,88         | Unitary Authority         | Borough                | Devon                      |
| Torridge                                 | 68.475             | 985,31        | Non-metropolitan district | –                      | Devon                      |
| London Borough of Tower Hamlets          | 312.273            | 19,77         | London borough            | –                      | Greater London             |
| Trafford                                 | 235.546            | 106,04        | Metropolitan borough      | –                      | Greater Manchester         |
| Borough of Tunbridge Wells               | 115.681            | 331,33        | Non-metropolitan district | Borough                | Kent                       |
| Uttlesford                               | 91.948             | 641,18        | Non-metropolitan district | –                      | Essex                      |
| Vale of White Horse                      | 139.487            | 578,63        | Non-metropolitan district | –                      | Oxfordshire                |
| City of Wakefield                        | 353.802            | 338,61        | Metropolitan borough      | City                   | West Yorkshire             |
| Metropolitan Borough of Walsall          | 284.306            | 103,95        | Metropolitan borough      | –                      | West Midlands              |
| London Borough of Waltham Forest         | 278.050            | 38,82         | London borough            | –                      | Greater London             |
| London Borough of Wandsworth             | 328.367            | 34,26         | London borough            | –                      | Greater London             |
| Borough of Warrington                    | 211.227            | 180,64        | Unitary Authority         | Borough                | Cheshire                   |
| Warwick District                         | 148.729            | 282,88        | Non-metropolitan district | –                      | Warwickshire               |
| Watford                                  | 102.451            | 21,43         | Non-metropolitan district | Borough                | Hertfordshire              |
| Borough of Waverley                      | 128.878            | 345,17        | Non-metropolitan district | Borough                | Surrey                     |
| Wealden                                  | 160.749            | 835           | Non-metropolitan district | –                      | East Sussex                |
| Welwyn Hatfield                          | 119.538            | 129,55        | Non-metropolitan district | Borough                | Hertfordshire              |
| West Berkshire                           | 161.865            | 704,17        | Unitary Authority         | –                      | Berkshire                  |
| West Devon                               | 57.488             | 1161,08       | Non-metropolitan district | Borough                | Devon                      |
| West Lancashire                          | 117.125            | 346,79        | Non-metropolitan district | Borough                | Lancashire                 |
| West Lindsey                             | 95.570             | 1155,71       | Non-metropolitan district | –                      | Lincolnshire               |
| Westmorland and Furness                  | 227.006            | 3753,96       | Unitary Authority         | –                      | Cumbria                    |
| West Northamptonshire                    | 426.462            | 1377,3        | Unitary Authority         | –                      | Northamptonshire           |
| West Oxfordshire                         | 115.161            | 714,4         | Non-metropolitan district | –                      | Oxfordshire                |
| West Suffolk District                    | 180.820            | 1034,67       | Non-metropolitan district | –                      | Suffolk                    |
| City of Westminster                      | 205.087            | 21,48         | London borough            | City                   | Greater London             |
| Metropolitan Borough of Wigan            | 329.759            | 188,19        | Metropolitan borough      | –                      | Greater Manchester         |
| Wiltshire                                | 513.411            | 3255,35       | Unitary Authority         | –                      | Wiltshire                  |
| City of Winchester                       | 127.916            | 660,97        | Non-metropolitan district | City                   | Hampshire                  |
| Windsor and Maidenhead                   | 153.921            | 198,43        | Unitary Authority         | Royal borough          | Berkshire                  |
| Metropolitan Borough of Wirral           | 320.600            | 157,05        | Metropolitan borough      | –                      | Merseyside                 |
| Borough of Woking                        | 103.889            | 63,6          | Non-metropolitan district | Borough                | Surrey                     |
| Borough of Wokingham                     | 178.169            | 178,98        | Unitary Authority         | Borough                | Berkshire                  |
| Wolverhampton                            | 264.036            | 69,44         | Metropolitan borough      | City                   | West Midlands              |
| Worcester                                | 103.617            | 33,28         | Non-metropolitan district | City                   | Worcestershire             |
| Worthing                                 | 111.657            | 32,48         | Non-metropolitan district | Borough                | West Sussex                |
| Wychavon                                 | 133.100            | 663,54        | Non-metropolitan district | –                      | Worcestershire             |
| Borough of Wyre                          | 112.457            | 282,55        | Non-metropolitan district | Borough                | Lancashire                 |
| Wyre Forest District                     | 101.786            | 195,41        | Non-metropolitan district | –                      | Worcestershire             |
| City of York                             | 201.672            | 271,94        | Unitary Authority         | City                   | North Yorkshire            |

## Ehemalige Districts
Im Rahmen einer Verwaltungsreform wurden 2009 in Bedfordshire, Cheshire, Cornwall, Durham, Northumberland, Shropshire und Wiltshire alle Districts aufgelöst und durch neue Unitary Authorities ersetzt. Gleiches geschah 2019 in Dorset, 2020 in Buckinghamshire, 2021 in Northamptonshire sowie 2023 in Cumbria, North Yorkshire und Somerset.
| Name                      | Bevölkerung (2007) | Fläche (in km²) | Neue Unitary Authority              | Zeremonielle Grafschaft |
| ------------------------- | ------------------ | --------------- | ----------------------------------- | ----------------------- |
| Allerdale                 | 96.208             | 1257,79         | Cumberland                          | Cumbria                 |
| Alnwick                   | 32.300             | 1079,51         | Northumberland                      | Northumberland          |
| Aylesbury Vale            | 181.071            | 902,75          | Buckinghamshire                     | Buckinghamshire         |
| Barrow-in-Furness         | 67.831             | 77,87           | Westmorland and Furness             | Cumbria                 |
| Berwick-upon-Tweed        | 26.000             | 971,80          | Northumberland                      | Northumberland          |
| Blyth Valley              | 81.300             | 70,36           | Northumberland                      | Northumberland          |
| Bournemouth               | 188.733            | 46,18           | Bournemouth, Christchurch and Poole | Dorset                  |
| Bridgnorth                | 51.800             | 633,17          | Shropshire                          | Shropshire              |
| Caradon                   | 84.000             | 664,39          | Cornwall                            | Cornwall                |
| Carlisle                  | 107.949            | 1039,97         | Cumberland                          | Cumbria                 |
| Carrick                   | 92.400             | 461,00          | Cornwall                            | Cornwall                |
| Castle Morpeth            | 49.800             | 618,23          | Northumberland                      | Northumberland          |
| Chester                   | 119.900            | 448,04          | Cheshire West and Chester           | Cheshire                |
| Chester-le-Street         | 53.200             | 67,58           | County Durham                       | Durham                  |
| Chiltern                  | 93.250             | 196,35          | Buckinghamshire                     | Buckinghamshire         |
| Christchurch              | 48.368             | 50,38           | Bournemouth, Christchurch and Poole | Dorset                  |
| Congleton                 | 92.600             | 210,99          | Cheshire East                       | Cheshire                |
| Copeland                  | 70.019             | 737,59          | Cumberland                          | Cumbria                 |
| Corby                     | 64.212             | 80,28           | North Northamptonshire              | Northamptonshire        |
| Craven                    | 55.540             | 1178,81         | North Yorkshire                     | North Yorkshire         |
| Crewe and Nantwich        | 116.600            | 430,41          | Cheshire East                       | Cheshire                |
| Daventry                  | 78.556             | 665,61          | West Northamptonshire               | Northamptonshire        |
| Derwentside               | 87.200             | 270,79          | County Durham                       | Durham                  |
| Durham                    | 94.700             | 186,68          | County Durham                       | Durham                  |
| Easington                 | 94.700             | 144,56          | County Durham                       | Durham                  |
| East Dorset               | 87.899             | 354,37          | Dorset                              | Dorset                  |
| East Northamptonshire     | 87.969             | 509,79          | North Northamptonshire              | Northamptonshire        |
| Eden                      | 52.607             | 2156,45         | Westmorland and Furness             | Cumbria                 |
| Ellesmere Port and Neston | 81.800             | 88,41           | Cheshire West and Chester           | Cheshire                |
| Hambleton                 | 89.913             | 1311,17         | North Yorkshire                     | North Yorkshire         |
| Harrogate                 | 158.249            | 1309,13         | North Yorkshire                     | North Yorkshire         |
| Kennet                    | 78.900             | 966,62          | Wiltshire                           | Wiltshire               |
| Kerrier                   | 98.800             | 473,52          | Cornwall                            | Cornwall                |
| Kettering                 | 95.748             | 233,49          | North Northamptonshire              | Northamptonshire        |
| Macclesfield              | 151.600            | 524,97          | Cheshire East                       | Cheshire                |
| Mendip                    | 110.181            | 739,44          | Somerset                            | Somerset                |
| Mid Bedfordshire          | 133.900            | 502,85          | Central Bedfordshire                | Bedfordshire            |
| North Cornwall            | 86.300             | 1195,17         | Cornwall                            | Cornwall                |
| North Dorset              | 69.883             | 609,22          | Dorset                              | Dorset                  |
| North Shropshire          | 60.000             | 679,17          | Shropshire                          | Shropshire              |
| North Wiltshire           | 132.100            | 767,68          | Wiltshire                           | Wiltshire               |
| Northampton               | 216.739            | 80,76           | West Northamptonshire               | Northamptonshire        |
| Oswestry                  | 40.400             | 256,08          | Shropshire                          | Shropshire              |
| Penwith                   | 65.000             | 303,56          | Cornwall                            | Cornwall                |
| Poole                     | 149.009            | 64,88           | Bournemouth, Christchurch and Poole | Dorset                  |
| Purbeck                   | 45.411             | 404,40          | Dorset                              | Dorset                  |
| Restormel                 | 103.000            | 451,83          | Cornwall                            | Cornwall                |
| Richmondshire             | 53.884             | 1318,67         | North Yorkshire                     | North Yorkshire         |
| Ryedale                   | 52.212             | 1506,59         | North Yorkshire                     | North Yorkshire         |
| Salisbury                 | 115.800            | 1004,13         | Wiltshire                           | Wiltshire               |
| Scarborough               | 108.223            | 816,54          | North Yorkshire                     | North Yorkshire         |
| Sedgefield                | 87.600             | 217,37          | County Durham                       | Durham                  |
| Sedgemoor                 | 117.544            | 564,36          | Somerset                            | Somerset                |
| Selby                     | 84.728             | 599,31          | North Yorkshire                     | North Yorkshire         |
| Shrewsbury and Atcham     | 96.200             | 601,63          | Shropshire                          | Shropshire              |
| Somerset West and Taunton | 146.436            | 1189,20         | Somerset                            | Somerset                |
| South Bedfordshire        | 118.200            | 212,82          | Central Bedfordshire                | Bedfordshire            |
| South Bucks               | 67.941             | 141,28          | Buckinghamshire                     | Buckinghamshire         |
| South Lakeland            | 103.456            | 1553,39         | Westmorland and Furness             | Cumbria                 |
| South Northamptonshire    | 87.465             | 634,02          | West Northamptonshire               | Northamptonshire        |
| South Shropshire          | 42.500             | 1027,26         | Shropshire                          | Shropshire              |
| South Somerset            | 163.943            | 959,04          | Somerset                            | Somerset                |
| Teesdale                  | 24.800             | 839,98          | County Durham                       | Durham                  |
| Tynedale                  | 59.500             | 2219,43         | Northumberland                      | Northumberland          |
| Vale Royal                | 126.400            | 380,19          | Cheshire West and Chester           | Cheshire                |
| Wansbeck                  | 61.700             | 66,76           | Northumberland                      | Northumberland          |
| Wear Valley               | 63.100             | 504,63          | County Durham                       | Durham                  |
| Wellingborough            | 75.958             | 163,04          | North Northamptonshire              | Northamptonshire        |
| West Dorset               | 100.026            | 1081,48         | Dorset                              | Dorset                  |
| West Wiltshire            | 125.700            | 516,92          | Wiltshire                           | Wiltshire               |
| Weymouth and Portland     | 65.134             | 41,75           | Dorset                              | Dorset                  |
| Wycombe                   | 173.834            | 324,57          | Buckinghamshire                     | Buckinghamshire         |

### Zusammenschlüsse
| Name            | Bevölkerung (2013) | Fläche in km² | Zusammenschluss zu        | Zeremonielle Grafschaft |
| --------------- | ------------------ | ------------- | ------------------------- | ----------------------- |
| Forest Heath    | 63.264             | 377,71        | West Suffolk              | Suffolk                 |
| St Edmundsbury  | 111.312            | 656,96        | West Suffolk              | Suffolk                 |
| Suffolk Coastal | 124.405            | 891,53        | East Suffolk              | Suffolk                 |
| Taunton Deane   | 112.116            | 462,36        | Somerset West and Taunton | Somerset                |
| Waveney         | 115.962            | 370,39        | East Suffolk              | Suffolk                 |
| West Somerset   | 34.320             | 726,84        | Somerset West and Taunton | Somerset                |